# Paratelesto rosea
Paratelesto rosea is een zachte koraalsoort uit de familie Clavulariidae. De koraalsoort komt uit het geslacht Paratelesto. Paratelesto rosea werd in 1958 voor het eerst wetenschappelijk beschreven door Utinomi. 